# Maurice Scarr
Maurice Meynell Scarr G.M. (ur. 27 września 1914, zm. 25 marca 2005) – brytyjski lekkoatleta, sprinter, medalista mistrzostw Europy z 1938, później nauczyciel i urzędnik administracji publicznej.
Zdobył brązowy medal w sztafecie 4 × 100 metrów na mistrzostwach Europy w 1938 w Paryżu. Sztafeta brytyjska biegła w składzie: Scarr, Godfrey Brown, Arthur Sweeney i Ernest Page. Wyrównała wówczas rekord Wielkiej Brytanii czasem 41,2 s.
Zdobył brązowy medal w biegu na 100 metrów na akademickich mistrzostwach świata w 1935 w Budapeszcie.
Był brązowym medalistą mistrzostw Wielkiej Brytanii (AAA) w biegu na 100 jardów w 1938.
Ukończył Queens’ College na Uniwersytecie Cambridge w 1936 i rozpoczął pracę w szkole w Manchesterze.
Podczas II wojny światowej zarządzał częścią fabryki materiałów wybuchowych w Aycliffe. 6 czerwca 1942 usunął ręcznie wiele uszkodzonych pocisków po wypadku w fabryce, ryzykując życie w razie eksplozji. Został za ten czyn nagrodzony Medalem Jerzego.
Po wojnie powrócił do nauczania, a później był urzędnikiem administracji oświatowej, m.in. w Cambridge. Działał w stowarzyszeniu absolwentów Queens’ College. Był formalnym członkiem tego kolegium od 1987.
Był autorem opracowania o historii i architekturze Queens’ College.